# Верховный совет южной юрисдикции
Верховный совет шотландского устава, южной юрисдикции, США (англ. Supreme Council, Scottish Rite, Southern Jurisdiction, USA) (широко известный, как Материнский верховный совет) — первый верховный совет Древнего и принятого шотландского устава.

## История
Верховный совет был основан в Чарльстоне, в Южной Каролине в 1801 году. Все другие законные верховные советы и подчиненные ему органы шотландского устава являются производными от него. Его официальное и полное название — Верховный совет генеральных инспекторов, рыцарей храма Соломона 33° Древнего и принятого шотландского устава масонства южной юрисдикции Соединенных Штатов Америки (англ. The Supreme Council (Mother Council of the World) of the Inspectors General Knights Commander of the House of the Temple of Solomon of the Thirty-third Degree of the Ancient and Accepted Scottish Rite of Freemasonry of the Southern Jurisdiction of the United States of America). Кроме того, он широко известен как Верховный совет 33° южной юрисдикции (англ. The Supreme Council, 33°, Southern Jurisdiction). Он остаётся главным руководящим органом для масонства шотландского устава в своей юрисдикции (США), и является одним из двух верховных советов в США. Он осуществляет надзор за шотландским уставом в 35 штатах (другие штаты относятся к Северной юрисдикции, которая является независимым органом).
Шотландский устав является одним из субсидиарных органов масонства, к которому мастера-масоны могут присоединиться для дальнейшего постижения принципов масонства. Чтобы вступить в верховный совет, нужно достичь 32° ДПШУ, а затем будет присвоен почетный 33°.

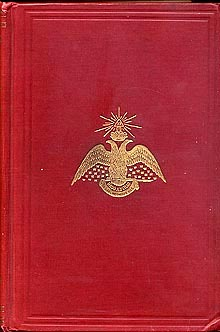
Обложка книги Мораль и догма

В Южной юрисдикции США верховный совет состоит не более чем из 33 членов и возглавляется великим командором. Другие члены верховного совета называются — Великие державные генеральные инспекторы (англ. SGIG), а каждый руководитель устава находится на востоке (штата). Другие руководители располагаются также на востоке. Они не являются членами верховного совета и называются депутатами верховного совета.
Первым философским документом ВСЮЮ стала книга «Мораль и Догма Древнего и принятого шотландского устава масонства», написанная Альбертом Пайком — суверенным великим командором Верховного совета южной юрисдикции в 1872 году. Копия «Морали и догмы» вручалась при посвящении каждому новому члену Южной юрисдикции до 1974 года, когда она была признана слишком продвинутой, чтобы быть полезной для новых членов шотландского устава. Книга перестала выдаваться, а новым посвящённым стали выдавать «Комментарии Клаузена к Морали и Догме» Генри С. Клаузена, и книгу «Мост к свету» Рекса Хатченса. А с 2006 года ещё и книгу Артуро де Ойоса «Шотландский устав. Ритуал и наставления».

## Главный храм верховного совета
31 мая 1911 года, через 110 лет после основания первого верховного совета ДПШУ, великий командор Джеймс Д. Ричардсон вскопал землю на месте, где сейчас стоит House of the Temple, а 18 октября 1911 года великий мастер Великой ложи округа Колумбия Дж. Клод Кейпер заложил в северо-восточном углу здания краеугольный камень.
Храм спроектировал известный архитектор Джон Рассел Поуп, который взял в качестве основной идеи здание Мавзолея в Галикарнасе, одного из семи чудес древнего мира. Здание было построено четыре года спустя, 18 октября 1915 года.

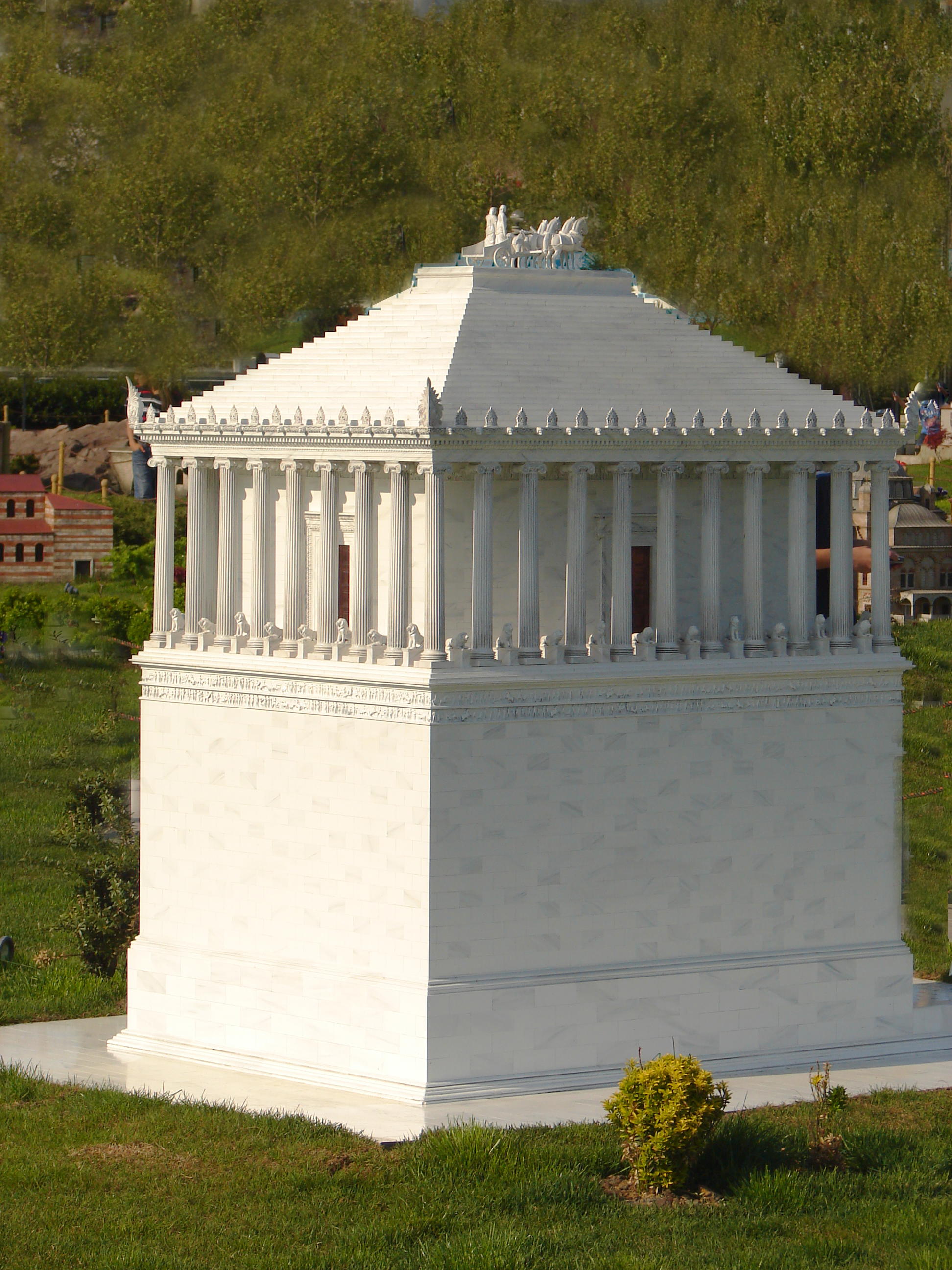
Миниатюрная копия Мавзолея в стамбульском парке Миниатюрк
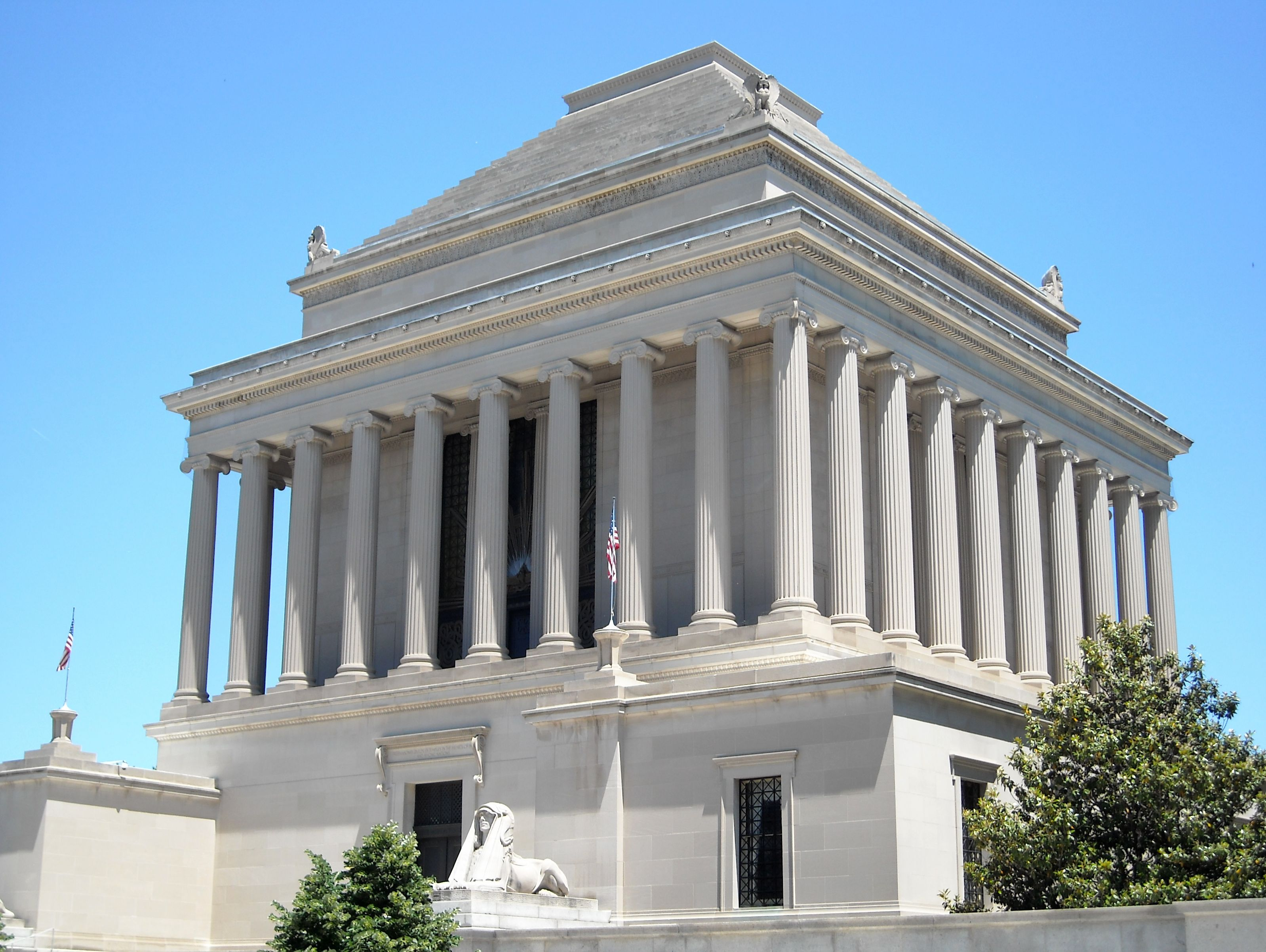
House of the Temple (Вашингтон (округ Колумбия)

Дизайн здания был оценён очень высоко архитекторами того времени, а архитектор Джон Рассел Поуп выиграл золотую медаль Архитектурной лиги Нью-Йорка в 1917 году. В своей книге «Архитектура США», написанной в 1920 году, французский архитектор Жак Гребе описал Дом храма так: памятник примечателен своей роскошью… ансамбль является замечательной возможностью для изучения античной архитектуры, запечатлённой в нём с могучим достоинством. В 1928 году в книге американского архитектора Фиска Кимбалла House of the Temple назван примером торжества классической формы в Америке. В 1920-х годах группа архитекторов назвала его одним из трёх лучших общественных зданий в Соединенных Штатах, наряду с Капитолием штата Небраска и зданием штаб-квартиры Пан-Американского Союза в Вашингтоне в 1932 году. House of the Temple был оценён в опросе федеральных государственных архитекторов как одно из десяти лучших зданий в стране. В House of the Temple, в одном из залов, захоронены останки Альберта Пайка.

## Интересные факты
В 1928 году Верховный совет южной юрисдикции сделал подарок в размере 1 000 000 долларов в Университет Джорджа Вашингтона в округе Колумбия, чтобы финансировать создание школы бизнеса.

## Верховный совет северной юрисдикции США
В 1813 году, членом Верховного совета южной юрисдикции был создан в Нью-Йорке Верховный совет северной юрисдикции США. В 1823 году Верховный совет южной юрисдикции предоставил Северной юрисдикции 15 штатов к востоку от реки Миссисипи и к северу от реки Огайо.